# Werner Bäckström (ingenjör)
Carl Olof Werner Bäckström, född 7 juli 1856 i Solna socken, Stockholms län, död 28 april 1938 i Oscars församling, Stockholm, var en svensk väg- och vattenbyggnadsingenjör.
Bäckström blev elev vid Teknologiska institutet 1875, avlade avgångsexamen 1879, lantmäteriexamen 1886 och examen för inträde i Väg- och vattenbyggnadskåren samma år. Han var anställd vid Statens järnvägsbyggnader 1876, 1878 och 1879, nivellör vid Karlberg–Lilla Värtans järnvägsbyggnad 1879–1881, anställd vid Statens järnvägstrafiks kontrollkontor 1882–1884 och 1884–1885 och bedrev privat ingenjörsverksamhet 1884–1885. Han blev löjtnant i Väg- och vattenbyggnadskåren 1887, var anställd vid Statens järnvägsundersökningar 1887–1888, trafikchef, ban- och maskiningenjör vid Vetlanda–Sävsjö Järnväg 1889–1893, vid Lidköping–Skara–Stenstorps Järnväg 1893–1895 och vid Norra Södermanlands Järnväg 1895–1899 och blev kapten 1897. Han var verkställande direktör, trafikchef samt ban- och maskiningenjör vid Dala–Hälsinglands Järnväg 1898–1908, ledamot i styrelsen för Orsa–Härjeådalens Järnvägs AB från 1905, trafikdirektör och föreståndare för ban- och maskinavdelningen vid Karlskrona–Växjö, Växjö–Alvesta, Växjö–Klavreström–Åseda och Växjö–Tingsryds Järnvägar från 1908, verkställande direktör för samma järnvägar från 1909 och blev major 1911.